# Kobo (Cameroun)
Pour les articles homonymes, voir Kobo.
Kobo (ou Kadeï) est une localité du Cameroun située dans le département du Mayo-Kani et la Région de l'Extrême-Nord. Elle fait partie de la commune de Moulvoudaye. 

## Population
En 1976, Kobo Garre comptait 280 habitants, dont 165 Peuls et 114 Toupouri. 
Lors du recensement de 2005, 1 926 personnes y ont été dénombrées.
En 2013, la population est estimée à 2 319 habitants.